# Belal Muhammad
Belal Muhammad, född 9 juli 1988 i Chicago, är en amerikansk MMA-utövare som sedan 2016 tävlar i organisationen Ultimate Fighting Championship.